# Кастелето Мерли
Кастелето Мерли (итал. Castelletto Merli) је насеље у Италији у округу Алесандрија, региону Пијемонт.
Према процени из 2011. у насељу је живело 470 становника. Насеље се налази на надморској висини од 267 м.

## Становништво
| 1936. | 1951. | 1961. | 1971. | 1981. | 1991. | 2001. | 2011. |
| ----- | ----- | ----- | ----- | ----- | ----- | ----- | ----- |
| 1.303 | 1.091 | 950   | 649   | 545   | 486   | 470   | 484   |